# Nová Ves (Mělník)
Nová Ves é uma comuna checa localizada na região da Boêmia Central, distrito de Mělník.